# The Mandrake Project
The Mandrake Project är ett musikalbum med Bruce Dickinson, släppt 1 mars 2024 på BMG.
Albumet är Bruce Dickinsons sjunde som soloartist. Albumet producerades av Roy Z, som också varit Dickinsons samarbetspartner på soloalbumen Balls to Picasso (1994), Accident of Birth (1997), The Chemical Wedding (1998) och Tyranny of Souls (2005).
Den första låten "Afterglow of Ragnarok" släpptes 30 november 2023, utgiven som vinylsingel. "Rain on the Graves" släpptes den 25 januari 2024. Båda ackompanjerades av musikvideor som Dickinson själv skrivit manus till. Den 26 juli 2024 släpptes "Resurrection Men" som cd-singel och som musikvideo med konsertbilder från sommarens turné. 

## Låtlista
1. Afterglow of Ragnarok
2. Many Doors to Hell
3. Rain on the Graves
4. Resurrection Men
5. Fingers in the Wounds
6. Eternity Has Failed
7. Mistress of Mercy
8. Face in the Mirror
9. Shadow of the Gods
10. Sonata (Immortal Beloved)

## Tillkomst
Arbetet med ett nytt soloalbum påbörjades tillsammans med Roy Z under 2014. Arbetet avstannade sedan i många år p.g.a. Dickinsons cancer under 2015, huvudverksamheten med Iron Maiden och Covid-19-pandemin. Arbetet återupptogs 2022. Några av låtarna var då i stort sett färdigskrivna sedan sessionerna 2014, exempelvis "Shadow of the Gods", medan andra tillkom som helt nyskrivna under sessionerna 2022 och 2023, exempelvis "Afterglow of Ragnarok" och "Rain on the Graves". Albumtiteln "The Mandrake Project" tillkom först i slutskedet, när alla låtarna var färdiga.
All text är skriven av Dickinson. All musik är skriven av Dickinson och Roy Z (Ramirez), förutom "Rain on the Graves", "Eternity Has Failed", "Mistress of Mercy" och "Face in the Mirror" där Dickinson står som ensam upphovsman.        

## Låtdetaljer
När soloalbumet påbörjades 2014 skrev Dickinson låten "If Eternity Should Fail", med en titel hämtad ur en Doctor Strange-serietidning. Det skulle bli albumtiteln, men Iron Maiden gillade låten och valde att inkludera den i en förlängd version på albumet The Book of Souls (2015). När arbetet med soloalbumet återupptogs under 2022 gjorde Dickinson om sin ursprungliga låt "If Eternity Should Fail" till den nya versionen "Eternity Has Failed".
I konceptbakgrunden till några av låtarna, som "Afterglow of Ragnarok", "Resurrection Men" och "Eternity Has Failed", figurerar de fiktiva karaktärerna Professor Lazarus och Doctor Necropolis. De arbetar med The Mandrake Project, vars syfte är att övervinna döden och uppnå odödlighet åt människan.
Titeln till "Rain on the Graves" tillkom när Dickinson under en regnig dag år 2012 besökte poeten William Wordsworths grav vid sjön Grasmere i England. När han tio år senare, 2022, använde titeln till att skriva en låt för soloalbumet blev det en berättelse om hur en artist eller konstnär säljer sin själ till Djävulen, i likhet med legenden om Robert Johnson. Musikvideon spelades in i Cornwall i december 2023.
"Sonata (Immortal Beloved)" tillkom som demo redan på 90-talet. Roy Z hade sett filmen Min odödliga kärlek om Ludwig van Beethoven och gjorde ett ambient-jam baserat på Månskenssonaten där Dickinson improviserade en sjungen vers.

## Promotion
Musikvideon till "Afterglow of Ragnarok" premiärvisades på Comic Con i São Paulo den 30 november 2023, där Dickinson närvarade.
Världspremiär för förhandslyssning av hela albumet inför publik skedde i Sverige, den 25 februari 2024, på Bio Roy i Göteborg (förmiddagen) och på Södra Teatern i Stockholm (kvällen). Dickinson närvarade vid båda förhandslyssningarna, som anordnades av BMG och Bandit Rock. I samband med besöket i Göteborg hölls en signering på Bengans på Stigbergstorget.

## Seriealbum
I samband med albumet lanserade Dickinson ett seriealbum med samma namn, som ges ut av Z2 Comics. Storyn är skriven av Dickinson och manuset är skrivet av den brittiske manusförfattaren Tony Lee. Dickinsons grundidé till storyn kom från tematiken i låten Accident of Birth från 1997, och inkluderar rollfigurer och tematik från texter på "The Mandrake Project." Han vill först skriva en tv-serie, men blev istället tipsad om att få sin berättelse förverkligad som seriealbum. Låttexterna till "Afterglow of Ragnarok" och "Resurrection Men" har tydligast kopplingar till handlingen i serien.